# Claudiano Bezerra da Silva
Claudiano Bezerra da Silva (São José do Belmonte, 1981. május 16. –), ismertebb nevén Kaká, brazil labdarúgó, jelenleg a Deportivo de La Coruña hátvédje.

## Pályafutása
Pályafutását a União Bandeirante brazil klubban kezdte, majd sok kisebb brazil klubban játszott kölcsönjátékosként. 2006-ban Európába igazolt, a portugál Académica de Coimbra csapatába. 2008 nyarán a Bundesligában szereplő Hertha BSC csapatába igazolt. 2012-ben a Videoton csapatába igazolt.

## Fordítás
Ez a szócikk részben vagy egészben  a   Kaká (footballer born 1981) című angol Wikipédia-szócikk ezen változatának fordításán alapul.  Az eredeti cikk szerkesztőit annak laptörténete sorolja fel. Ez a jelzés csupán a megfogalmazás eredetét és a szerzői jogokat jelzi, nem szolgál a cikkben szereplő információk forrásmegjelöléseként.